# Арапханова, Марем Ахметовна
Маре́м Ахме́товна Арапха́нова (Хамхо́ева) (1963—2002) — воспитатель детского сада Сунженского района Республики Ингушетии, Герой Российской Федерации (3.06.2003, посмертно).

## Биография
Родилась 20 апреля 1963 года в селе Алкун ныне Сунженского района Республики Ингушетия. Ингушка. В 1981 году окончила среднюю школу в родном селе. С 1996 года работала воспитателем в детском саду в селе Галашки Сунженского района.
В начале сентября 2002 года отряд чеченских боевиков прорвался с территории Грузии и в ночь на 26 сентября вышел к селению Галашки Сунженского района Республики Ингушетия. Бандиты разошлись по ночному селу и занялись мародёрством. Группа боевиков ворвались во двор Арапхановых. На шум во дворе вышла хозяйка дома и стала выгонять вооружённых людей. Она громко кричала, чтобы её услышали соседи, затем начала отнимать награбленное. На крики жены вышел муж. Чтобы заставить замолчать женщину, боевики направили автомат на мужчину. Марем Ахметовна загородила собой мужа и попала под автоматную очередь.
Самоотверженные действия Марем Арапхановой способствовали обнаружению и уничтожению группы боевиков. Их план без единого выстрела захватить мирно спящее село сорвался. Предупредив ценой собственной жизни односельчан о надвигающейся опасности, Марем Арапханова, истекая кровью, умерла на глазах мужа и детей.
Президентом Ингушетии Муратом Зязиковым отважная женщина была представлена к присвоению звания Герой Российской Федерации.
Указом Президента Российской Федерации  от 3 июня 2003 года № 598 за мужество и героизм, проявленные при исполнении гражданского долга, Арапхановой Марем Ахметовне присвоено звание Героя Российской Федерации (посмертно).

## Память
Имя М. А. Арапхановой носит детский сад в Магасе.